# David Sixta

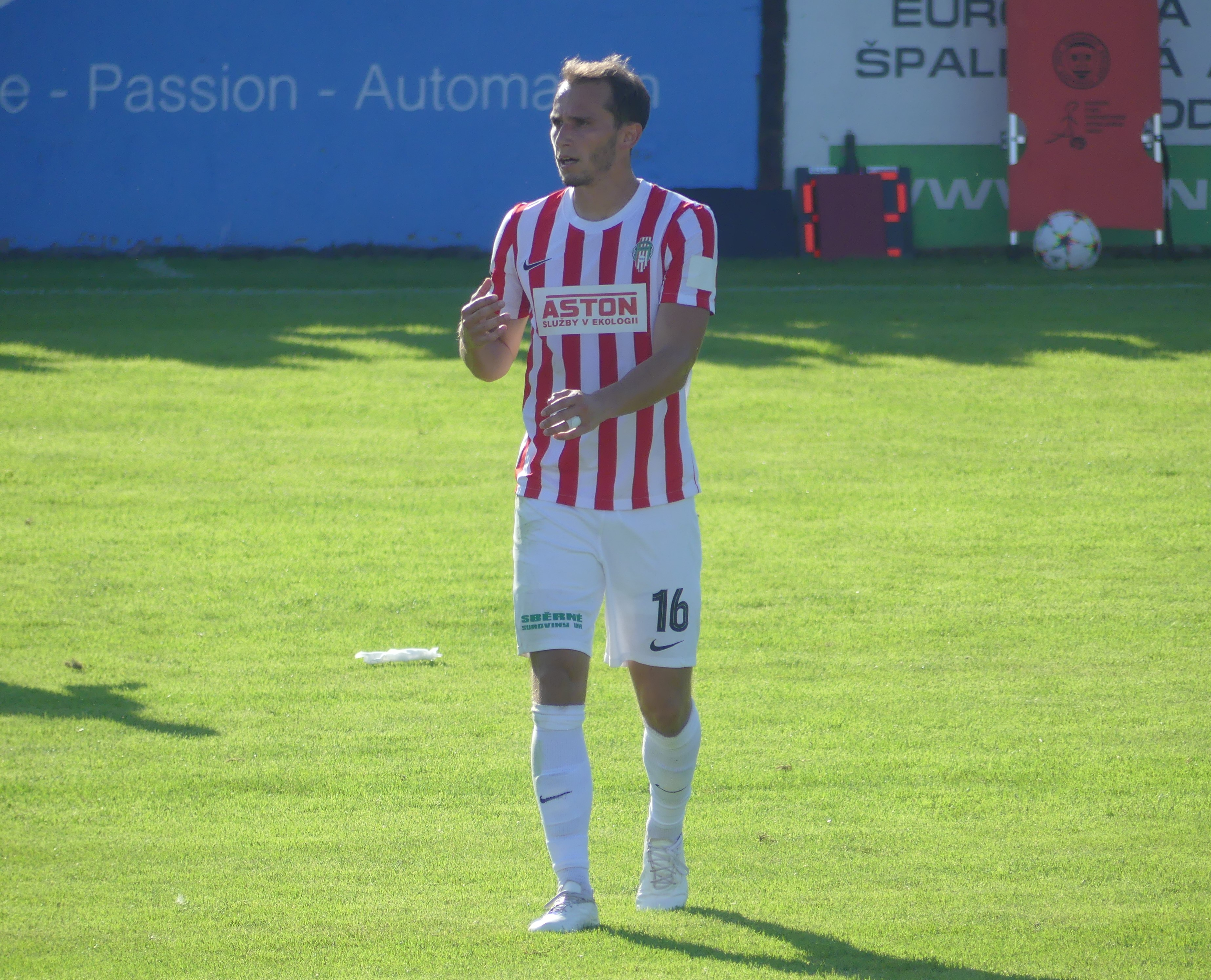
David Sixta v zápase MOL Cup v dresu FK Viktoria Žižkov proti TJ Ústí nad Orlicí (srpen 2023).

David Sixta (* 10. listopadu 1995, v Hradci Králové) je český fotbalový záložník, od července 2014 působící v MFK Chrudim.Od jara 2017 je hráčem Slovanu Liberec a nyni je na hostováni ve Viktorii Žižkov

## Klubová kariéra
Svoji fotbalovou kariéru začal v Hradci Králové, kde se v roce 2013 propracoval přes všechny mládežnické kategorie do prvního mužstva. V A-mužstvu debutoval v druholigovém utkání 1. září 2013 proti FK Varnsdorf (výhra Hradce Králové 3:0), odehrál závěrečné 3 minuty, když vystřídal Tomáše Kučeru. V druholigové sezoně 2013/14 postoupil s Hradcem Králové do nejvyšší soutěže. Před sezonou 2014/15 odešel na hostování do Chrudimi.